# Odontoscion eurymesops
 Odontoscion eurymesops  ist eine Art aus der Familie der Umberfische (Sciaenidae), die endemisch um die Galapagos-Inseln vorkommt.

## Merkmale
Odontoscion eurymesops ist ein kleiner Fisch von bis zu 25 cm Länge mit schlankem, länglichem, seitlich abgeflachtem Körper. Die Tiere sind dunkelbraun mit silbrig braunem Bauch. Die dunklen Zentren der Schuppen bilden braune Längsstreifen, die unterhalb der Seitenlinie gerade und darüber im hinteren Bereich nach oben gebogen verlaufen. Auf der Seitenlinie liegen 47 bis 52 Schuppen mit Poren. Das Maul ist groß mit hängenden Mundwinkeln. Der Oberkiefer steht leicht über. Beide Kiefer weisen eine Reihe leicht vergrößerter Zähne auf. Der Rand des Präoperkulums weist keine Zähnung auf.
Die Flossen sind schwärzlich bis dunkelbraun. Die Brustflosse hat 13 bis 15 Strahlen. Der vordere Teil der Rückenflosse weist 11 Hartstrahlen auf, von denen der vierte und fünfte am längsten sind. Der hintere Teil hat zwei oder drei Hart- und 24 bis 27 Weichstrahlen. Von den beiden Hartstrahlen der Afterflosse ist der hintere der längste Strahl der Flosse, auf ihn folgen 8 oder 9 Weichstrahlen. Die weichbestrahlten Teile der Rücken- und Afterflosse haben eine beschuppte Einfassung.

## Lebensweise
Die Tiere leben in losen Gruppen oder großen Schulen in Tiefen von 3 bis 30 Metern über felsigen Riffen und ernähren sich vorwiegend von Zooplankton. 